# 年少十七
《年少十七》（西班牙語：Diecisiete）是一部西班牙語喜劇電影，於2019年首映。該片由西班牙導演丹尼爾·桑切斯·阿雷瓦洛執導，他與阿拉塞利·桑切斯（西班牙語：Araceli Sánchez）共同編劇，由比爾·蒙托洛（Biel Montoro）、納丘·桑切斯主演。
《年少十七》於2019年9月27日、在聖賽巴斯提安國際影展上全球首映，同年10月4日於西班牙上映，10月18日於Netflix上映。

## 外部連結
- 在Netflix上觀看《年少十七》
- 互联网电影数据库（IMDb）上《年少十七》的资料（英文）